# Митра Шадфар
Митра Шадфар (перс. میترا شادفر) (род. 1969 год) — иранская художница.

## Биография
Митра Шадфар родилась в Тегеране в 1969 году в любящей семье художников. Интерес к художественному искусству и каллиграфии она унаследовала от отца . В 1988 году Шадфар серьезно заинтересовалась живописью и начала брать уроки у Мортазы Катузияна — художника-реалиста, прославившегося не только в Иране, но и во всем мире.
В начале 1990-х годов Митра Шадфар начала писать картины. Довольно быстро она завоевала признание иранских любителей искусства: в течение нескольких лет она провела ряд успешных выставок на престижных выставочных площадках. В 2003 году некоторые картины Митры попали в сборник «Лучшие работы современных иранских художников».
Став известной художницей, Митра начала преподавать живопись в галерее Кара — именно здесь произошло ее первое знакомство с работами Мортазы Катузияна.

## Творчество
Ознакомившись со всеми работами Митры Шадфар, наблюдатель может увидеть, как росло и прогрессировало искусство реализма художницы. Большая часть картин Шадфар — портреты. Художница умеет удивительным образом точно передавать женскую красоту, прорисовывая во всех деталях черты лица, складки одежды, вкладывая особую пронзительность во взгляд. Некоторые героини картин Шадфар наполнены радостью, некоторые очень опечалены. Художница рисует по-настоящему сильные эмоциональные портреты, где по лицам героев и героинь можно прочитать целую историю.
Митра Шадфар также часто изображала детей в своих картинах. Другие творения художницы глубоко метафоричны.
Больше всего зрителей поражает цветовая глубина картин Шадфар. Она использует в основном теплые оттенки, создавая позитивно-солнечную палитру.

## Работы
1. Картина на стене (1991);
2. Маленькая художница (1991);
3. В мечтах о чемпионате (1995);
4. Стена (1997);
5. История философии (1998);
6. Время учиться (1998);
7. Мастер Хоссейн Бехзад (1999);
8. Урок истории (2003);
9. Детская дружба (2004);
10. Материнская любовь (2004);
11. Одиночество (2005);
12. Однажды весной (2010);
13. Путешествие в бесконечность (2011);
14. Портрет мастера Мортазы Катузияна (2011).